# Lush Life (película)
Lush Life (conocida en España como Locos por el jazz) es una película de drama de 1993, dirigida por Michael Elias, que a su vez la escribió, musicalizada por Lennie Niehaus, en la fotografía estuvo Nancy Schreiber y los protagonistas son Ernie Andrews, Jeff Goldblum y Forest Whitaker, entre otros. El filme fue realizado por Chanticleer Films y Showtime Pictures Inc., se estrenó el 1 de octubre de 1993.

## Sinopsis
En Nueva York, un dúo de amigos toca jazz, ambos tienen inconvenientes. La esposa de uno de ellos está resignada, aunque le gustaría una vida más calmada con su pareja.